# 丝鳍拟隆胎鳚
絲鰭擬隆胎鳚（學名：Emblemariopsis carib），為輻鰭魚綱鳚形目煙管鳚科擬隆胎鳚屬的一種，分布於中西大西洋伊斯帕尼奧拉島和小安的列斯群島北部海域，深度5至15公尺，本魚體延長，頭短鈍，鼻子有一對光滑的骨脊，鼻孔有一短鬚，口腔頂部兩側各有一排牙齒，無側線、無鱗片，背鰭硬棘19-21枚、背鰭軟條10-12枚、臀鰭硬棘2枚、臀鰭軟條19-21枚，雌魚與未成熟雄魚體透明，頭頂和虹膜上有紅橙色色素，鼻子中央有一條短而細的深色中線，最多可到達後鼻孔的高度，胸部和腹部為亮白色，中央有一個紅色的鞍狀線，脊柱上有紅色和白色條紋交錯，延伸至尾部，身體上背鰭和臀鰭基部有白色斑點，頸背上方常有 2 個紅色斑點，成熟雄魚背鰭第1棘上有5-6條黑白相間的條紋，第1-2棘至1-5棘的外緣有一條橙色條紋，上下各有一條白線，其餘鰭呈深色，體長可達1.5公分，棲息在珊瑚礁區，以浮游動物為食，雌魚產附著性卵，由雄魚守護魚卵，生活習性不明。